# براد تمبلتون
براد تمبلتون هو رائد أعمال ومهندس كندي، ولد في 20 أبريل 1960 في تورونتو في كندا.

## وصلات خارجية
- براد تمبلتون على موقع إن إن دي بي (الإنجليزية)